# Javon Kinlaw
Javon Kinlaw (geboren am 3. Oktober 1997 in Trinidad und Tobago) ist ein trinidadischer American-Football-Spieler auf der Position des Defensive Tackles. Er spielt für die Washington Commanders in der National Football League. Er spielte College Football für die South Carolina Gamecocks und wurde im NFL Draft 2020 in der ersten Runde von den San Francisco 49ers ausgewählt.

## Frühe Jahre
Kinlaw verbrachte Teile seiner Kindheit obdachlos in Washington, D.C., nachdem er mit seiner Mutter und zwei Zwillingen aus Trinidad und Tobago in die USA immigrierte. Er besuchte die Goose Creek High School in Goose Creek, South Carolina.

## College
Kinlaw spielte 2016 ein Jahr am Jones County Junior College, bevor er zur University of South Carolina transferierte. 2017 spielte er in allen 13 Spielen, von denen er 10 starten durfte. Dabei konnte er 20 Tackles verbuchen. 2018 startete er in allen 12 Spielen und hatte dabei 38 Tackles und 4,5 Sacks. Er kehrte für sein Senior-Jahr 2019 zurück, obwohl er sich zum NFL Draft hätte anmelden können. In seiner letzten Saison konnte er 35 Tackles und 6,0 Sacks verbuchen.

## NFL
Kinlaw wurde von den San Francisco 49ers in der ersten Runde im NFL Draft 2020 mit dem 14. Pick ausgewählt. Die 49ers bekamen den Pick von den Tampa Bay Buccaneers, nachdem sie ihren Pick getradet hatten (13. Pick). Diesen hatten die 49ers von den Indianapolis Colts im Gegenzug für DeForest Buckner erhalten. Am 26. Juni unterzeichnete er einen Vierjahresvertrag über 15,48 Millionen US-Dollar mit einem Signing Bonus über 8,82 Millionen US-Dollar.
Kinlaw war bereits am ersten Spieltag der Saison 2020 ein Starter. In Woche 10, bei der 13:27-Niederlage gegen die New Orleans Saints, konnte er seinen Quarterback Sack gegen Taysom Hill verbuchen. Am 18. November wurde er auf die Reserve/COVID-19 Liste gesetzt und am 27. November wieder aktiviert. In Woche 12, beim 23:20-Sieg gegen die Los Angeles Rams, konnte er eine Interception von Jared Goff fangen und diese für 27 Yards zu einem Touchdown zurücktragen. Dies war die erste Interception und der erste Touchdown von Kinlaw in seiner Karriere. Daraufhin wurde er zum Pepsi Rookie of the Week gekürt.
In der Saison 2021 plagten ihn verschiedene Knieverletzungen. Daher wurde er am Knie operiert und am 30. Oktober 2021 auf die Injured Reserve List gesetzt, woraufhin er die restliche Saison verpasste. Ohne ihn erreichten die 49ers das NFC Championship Game, welches sie mit 17:20 gegen die Los Angeles Rams verloren. In der Saison 2023 erreichte Kinlaw mit den 49ers den Super Bowl LVIII, in dem sie den Kansas City Chiefs unterlagen.
Im März 2024 nahmen die New York Jets Kinlaw unter Vertrag.
Zur Saison 2025 einigte sich Kinlaw mit den Washington Commanders auf einen Dreijahresvertrag im Wert von bis zu 45 Millionen US-Dollar.